# 铁雨2：首脑峰会
是一部2020年上映的韩国谍报剧情片，是2017年电影《铁雨》的续作，改编自胡椒粉与杨宇硕创作的网络漫画《铁雨3：正常会谈》，以朝鲜民主主义人民共和国、大韩民国、中华人民共和国、美利坚合众国和日本国之间的冲突为题材。电影由《辯護人》及前作的导演楊宇碩执导，鄭雨盛、郭度沅、柳演锡及安古斯·麦克菲登主演，于2020年7月29日在韩国上映。

## 演员阵容

### 主要人物
- 鄭雨盛 飾演 韩京冀，大韓民國總統
- 郭度沅 飾演 朴哲宇，朝鲜人民军护卫司令部司令
- 柳演锡 飾演 趙善史，朝鲜民主主义人民共和国国务委员会委员长
- 安古斯·麦克菲登 飾演 威尔斯-斯穆特，美国总统

### 大韩民国
- 李在勇 饰演 文勇佑，国家安保室长
- 金容琳 飾演 金庆琳，大韩民国国务总理
- 廉晶雅 飾演 廉晶雅，大韩民国第一夫人
- 申秀妍 饰演 韩英熙，韩京冀的女儿
- 安內相 饰演 朴英植，国防部长
- 孫鐘鶴 饰演 尹明学，外交部长
- 徐东甲 饰演 崔勇俊，总统秘书室长
- 朴润硕 饰演 崔镇哲，海洋警察厅警正
- 李水连 饰演 总统警卫处处长
- 李育宪 饰演 崔铉直，海军作战指挥部中尉
- 趙宇鎮 饰演 海军潜水艇舰长（声音出演）
- 金胜泰 饰演 统一部部长
- 高允 饰演 礼宾秘书官
- 崔熙真 饰演 帮佣

### 朝鲜
- 申正根 飾演 ，白头号核潜艇副舰长
- 柳秀荣 飾演 ，白头号核潜艇舰长
- 张光 饰演 人民武力相
- 鄭鎭珏 饰演 总政治局局长
- 俞成柱 饰演 第7军团团长
- 金重熙 饰演 政治部舰长
- 沈熙燮 饰演 白头号核潜艇侦察兵
- 金仲基 饰演 白头号核潜艇士兵
- 全云钟 饰演 白头号核潜艇士兵
- 李泰亨 饰演 护卫司令部军官
- 崔民哲 饰演 护卫司令部军官
- 朴成贤 饰演 护卫司令部军官
- 崔在勋 饰演 护卫司令部军官

### 美国
- 寇比·法蘭奇（英语：Colby French） 饰演 美国国防部长
- 斯科特·羅威爾（英语：Scott Lowell） 饰演 美国秘书室长
- 克莉絲汀·道爾頓（英语：Kristen Dalton (actress)） 饰演 美国副总统
- 全英美 饰演 美国翻译官

### 日本
- 白竜（英语：Hakuryu (actor)） 饰演 森进上
- 金重基 饰演 酒井隆

### 中国
- 金明坤 飾演 李红章，中华人民共和国驻大韩民国大使（朝鲜族）
- 李南熙 饰演 宋世凯，国家安全部三号人物

## 製作

### 發展過程
編劇兼導演楊宇碩希望能提供一個關於兩韓未來的電影模擬。他表示，前一部電影展示了兩韓之間戰爭的爆發，而這部電影則以「更現實的方式」展示了韓半島的局勢，涉及的不僅僅是這兩個國家。他還希望呈現出韓半島的命運和穩定是由其他國家決定的現實。他進一步解釋了這部電影分為三部分：衝突的歷史背景和國際政治、一些黑色喜劇元素以及潛艇和水下導彈攻擊之間的戰鬥場面。他擔心開頭的長對話會讓觀眾感到無聊，但也認為這些對話對於解釋兩韓關係的複雜性是不可或缺的。
他進一步描述了潛艇內部的權力鬥爭是兩韓衝突的隱喻，並暗示未來的續集可能會關於家庭。

### 選角
楊宇碩選擇了相同的演員，但改變了他們的角色，尤其是他們的立場。對於中國、日本和美國的其他演員陣容也做了一些更改。楊認為這象徵著即使南北韓改變了他們的方法，當前地區動態仍然保持不變，因為該地區的地緣政治由外部因素決定。
飾演韓國總統的鄭雨盛認為這部電影以「冷靜的觀點」看待韓半島。他研究了很多有關兩韓峰會和總統的歷史，並且必須想像領導人對未來、韓半島的看法以及他們如何領導峰會。他形容這部電影是一部動作驚悚片，而不是道德講座。飾演北韓領導人的柳演錫起初不願意接這個角色，因為他無法想像自己飾演這個角色。他表示，這部電影以現實的方式呈現地緣政治局勢，但由於是虛構的，這讓他能夠創造自己的角色：一位感受到巨大壓力以保留政權對抗區域強權的領導人。蘇格蘭演員安古斯·麦克菲登被選中飾演美國總統。他認為自己的角色是一個粗魯和自戀的人，認為自己總是對的，別人都是錯的。飾演最高護衛司令官的郭度沅認為他的角色並不僅僅是個反派。鑑於現實世界中北韓對南韓的態度有所不同，他試圖描繪北韓的一個側面，與柳演錫的角色形成對比。

### 拍攝
拍攝於2019年8月27日開始。拍攝時，柳演錫感受到「在黑暗、深水中的心理壓力」。他進一步補充說，受限的拍攝地點有助於更敏感地呈現權力關係和情感的微妙變化。

## 發行
《鋼鐵雨：深潛行動》於2020年7月29日在韓國戲院上映。2020年8月9日，鄭雨盛親自前往首爾樂天世界塔的樂天電影院，在售票櫃台向粉絲們問候。

## 反應
撰寫《HanCinema》的威廉·施瓦茨認為特效場面掩蓋了電影早期峰會場景所展示的真實問題。他還指出，有許多場景與電影內部連續性無關。《韩国先驱报》的崔智媛認為角色發展薄弱，角色「過於平面，無法引起共鳴」。馬來西亞《星報》的大衛·阿魯爾給了該片6.5/10的評分，認為該片犧牲了故事和角色的深度，稱其為「淺嘗輒止地呈現其複雜主題、問題和角色的娛樂作品」。今日報的道格拉斯·曾給了該片3顆星（滿分5顆），將其比作東亞地緣政治課。他稱讚麥克菲登的喜劇角色，並認為整部電影「過於可信」，考慮到南海持續的緊張局勢。

## 票房
該片在韓國票房首映當天排名第一，僅在上映五天內就吸引了一百萬觀眾。貿易專家認為票房成績令人失望，低於原作，但在COVID-19放緩的情況下還算不錯。

## 獲獎及提名列表
| 年份   | 頒獎典禮                  | 獎項       | 入围者 | 結果 | 參     |
| ------ | ------------------------- | ---------- | ------ | ---- | ------ |
| 2020年 | 第7届韓國電影製作人協會獎 | 最佳男配角 | 申正根 | 獲獎 | [ 18 ] |